# 梅雷格利斯
梅雷格利斯（法語：Méréglise，法語發音：[meʁeɡliz]）是法国厄尔-卢瓦省的一个市镇，属于沙特尔区。

## 地理
梅雷格利斯（48°17'25"N, 1°11'7"E）面积4.41 平方千米，位于法国中央-卢瓦尔河谷大区厄尔-卢瓦省，该省份为法国北部内陆省份，北起顺时针与厄尔省、伊夫林省、埃松省、卢瓦雷省、卢瓦-谢尔省、萨尔特省和奧恩省接壤。
与梅雷格利斯接壤的市镇（或旧市镇、城区）包括：伊利耶孔布赖、维约维克。

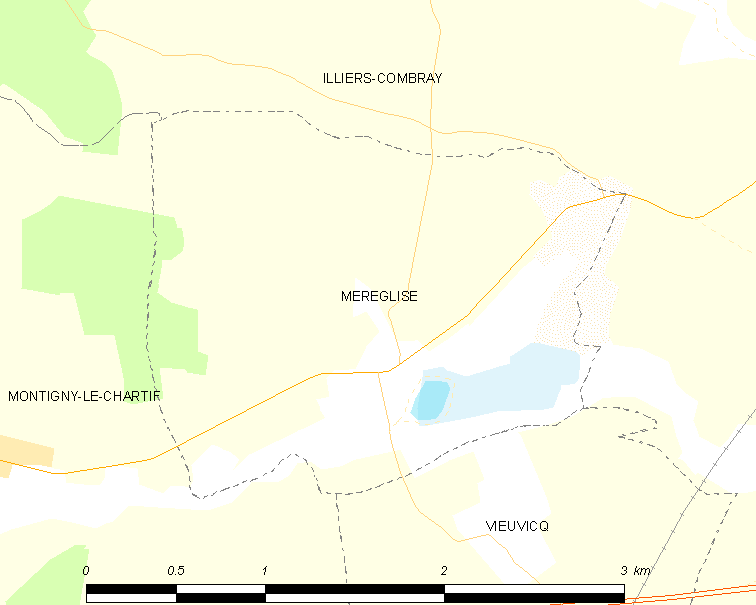
梅雷格利斯的OSM定位图

梅雷格利斯的时区为UTC+01:00、UTC+02:00（夏令时）。

## 行政
梅雷格利斯的邮政编码为28120，INSEE市镇编码为28242。

## 政治
梅雷格利斯所属的省级选区为伊利耶孔布赖县。

## 人口

1962-2008年间梅雷格利斯人口变化图示

梅雷格利斯于2022年1月1日时的人口数量为106人。